# Schifffahrtspolizei

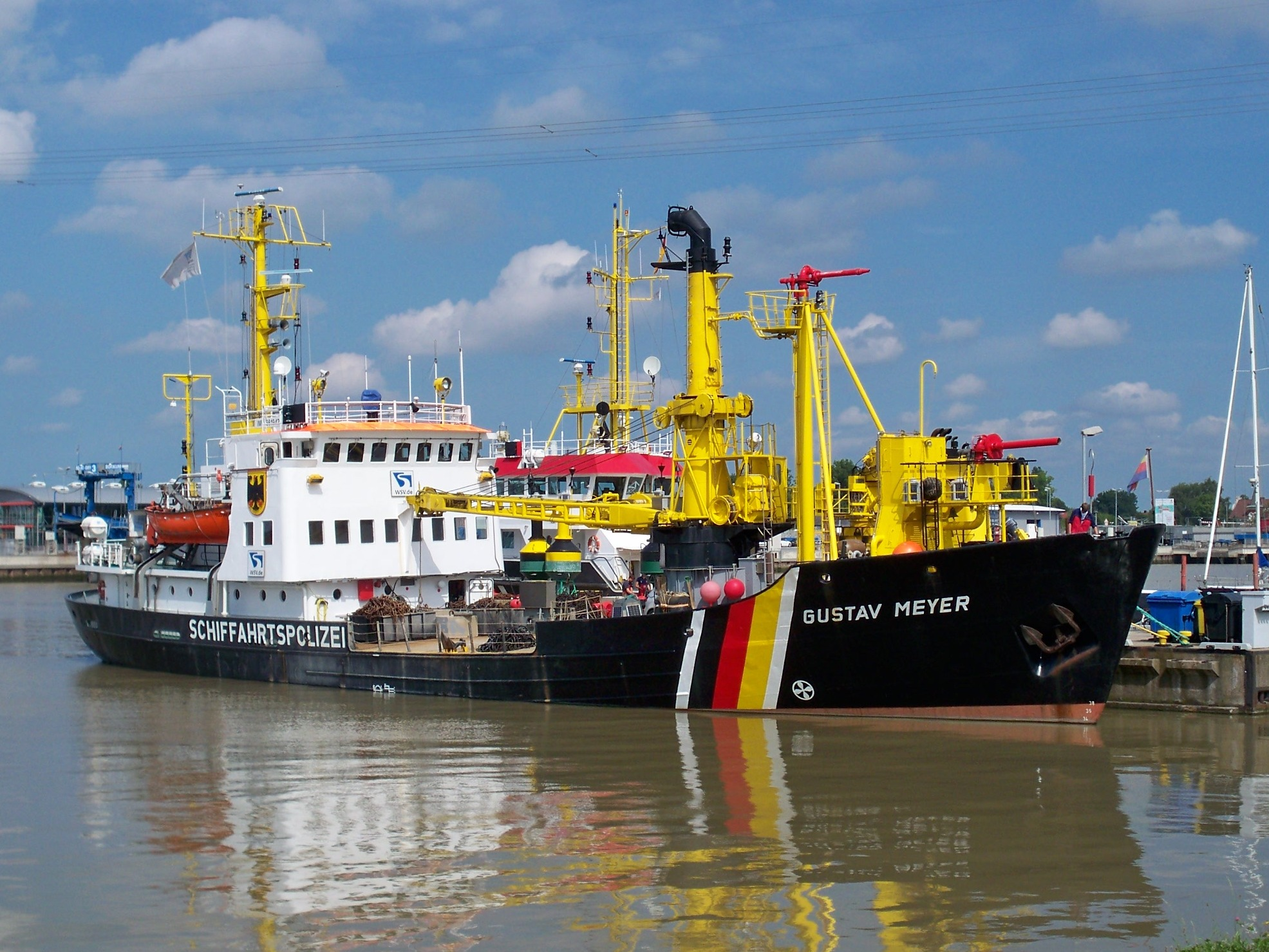
Tonnenleger „Gustav Meyer“

Die Schifffahrtspolizei ist nach dem Seerechtsübereinkommen (SRÜ) der Vereinten Nationen (Völkerrecht) eine der hoheitlichen Aufgaben der dem SRÜ beigetretenen Staaten.

## Bundesrepublik Deutschland
Die Schifffahrtspolizei umfasst die Abwehr von Gefahren für die Sicherheit und Leichtigkeit des Verkehrs sowie die Verhütung von der Schifffahrt ausgehenden Gefahren auf den Bundeswasserstraßen (§ 1 Nr. 2 Seeaufgabengesetz, § 1 Abs. 1 Nr. 2 Binnenschifffahrtsaufgabengesetz).

### Bereich der Seeschifffahrt

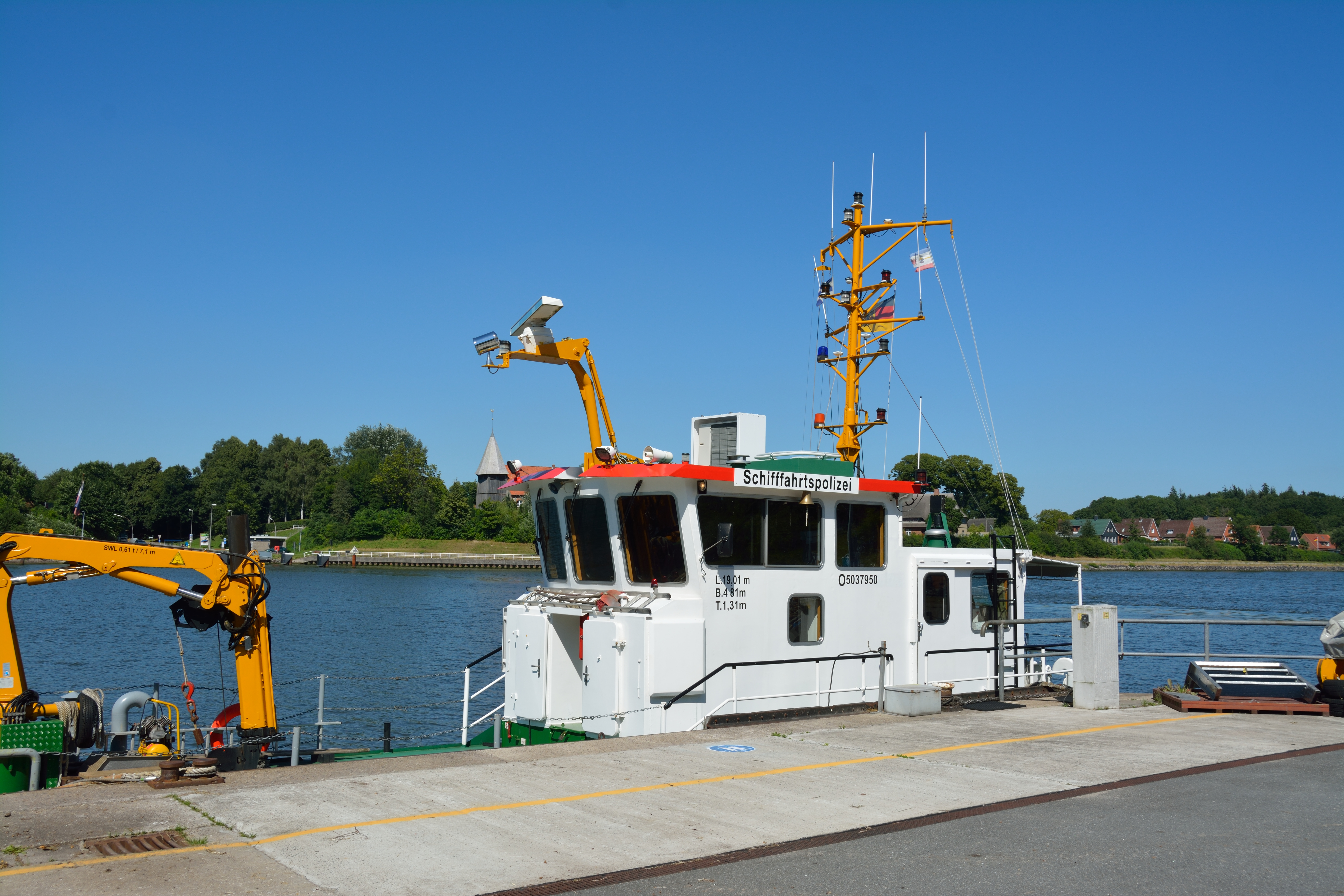
Arbeitsschiff „Sehestedt“ der Schifffahrtspolizei

In Deutschland wird die Schifffahrtspolizei für die Seeschifffahrt auf den Bundeswasserstraßen im Seeaufgabengesetz, in der Seeschifffahrtsstraßen-Ordnung (SeeSchStrO) und aufgrund des Ems-Dollart-Vertrags mit den Niederlanden in der Schifffahrtsordnung Emsmündung (EmsSchO) geregelt.
Als Behörden der Wasserstraßen- und Schifffahrtsverwaltung des Bundes (WSV) sind im Bereich der Seeschifffahrt zuständige Schifffahrtspolizeibehörden die Generaldirektion Wasserstraßen und Schifffahrt (GDWS) mit ihren Außenstellen Kiel und Aurich sowie die ihr nachgeordneten Wasserstraßen- und Schifffahrtsämter (WSÄ). Aufgrund dieser Aufgaben wurde vom Dezernat Schifffahrt der GDWS das Verkehrssicherungskonzept Deutsche Küste entwickelt, das aus verschiedenen Modulen besteht und mit seinen präventiven Maßnahmen zur Abwehr von Gefahren die Sicherheit an der Deutschen Küste garantiert. „Im Küstenmeer“ wird die WSV operationell von den Wasserschutzpolizeien der Küstenländer im schifffahrtspolizeilichen Vollzug „unterstützt“.
Die WSV ist nach dem Seeaufgabengesetz auch für die Sicherheit und Leichtigkeit des Schiffsverkehrs „außerhalb der deutschen Hoheitsgewässer“ zuständig, soweit dies völkerrechtlich zulässig ist. Als Vollzugskräfte werden in diesem Bereich neben der WSV auch der Zoll und die Bundespolizei tätig.
Weitere Aufgabe der Schifffahrtspolizei ist die Ermittlung von Verstößen gegen Umweltschutzgesetze auf See.
Siehe auch: Küstenwache und Koordinierungsverbund Küstenwache.

### Bereich der Binnenschifffahrt

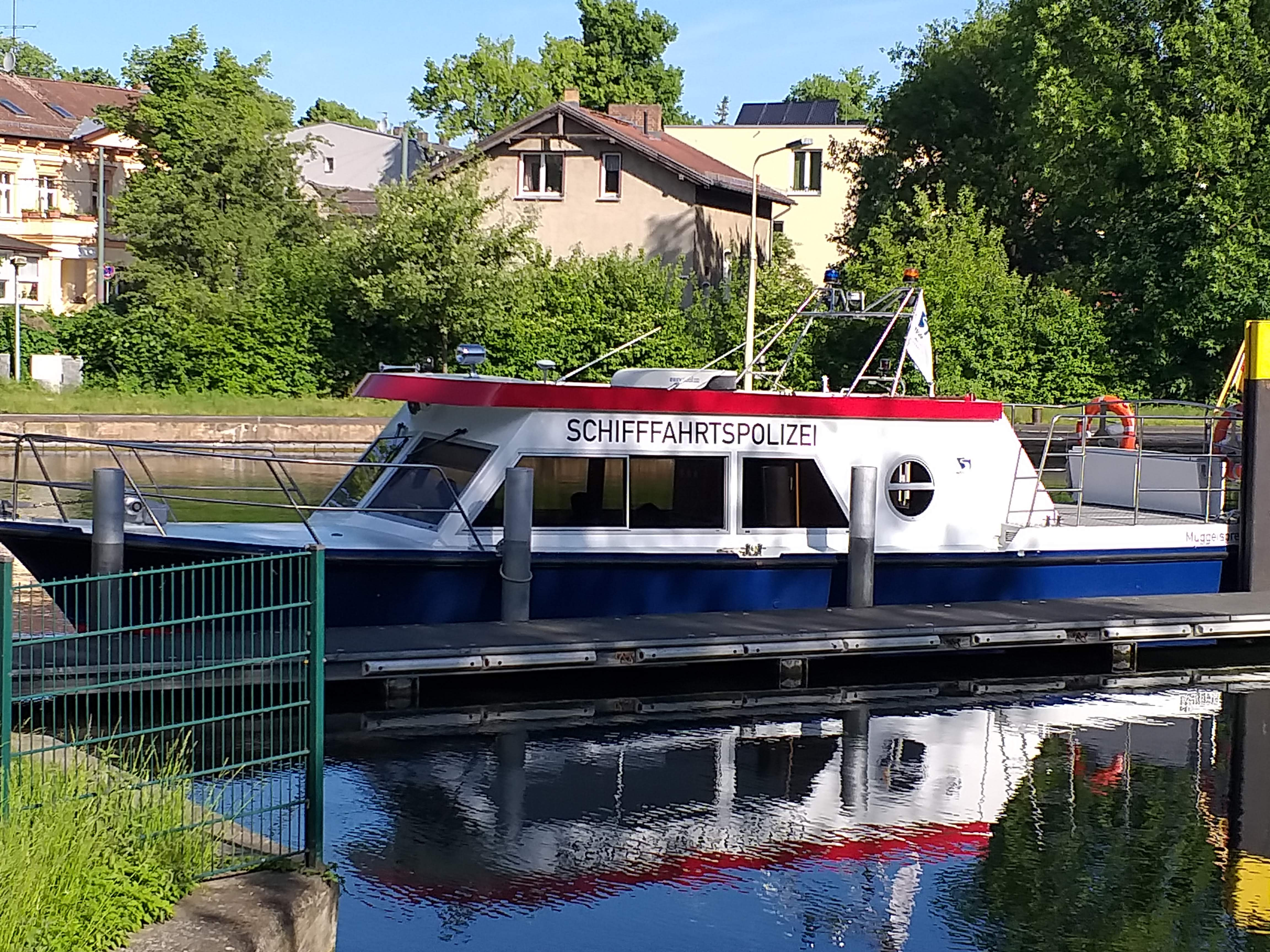
Schifffahrtspolizei an der Woltersdorfer Schleuse

In Deutschland wird die Schifffahrtspolizei für die Binnenschifffahrt auf den Bundeswasserstraßen im Binnenschifffahrtsaufgabengesetz und in der Binnenschifffahrtsstraßen-Ordnung (BinSchStrO) geregelt mit Ausnahme von Rhein, Mosel, Donau und Elbe im Hamburger Hafen. Für Rhein, Mosel und Donau gelten je eigene Schifffahrtspolizeiverordnungen, die mit den zuständigen internationalen Kommissionen erarbeitet sind. Im Hamburger Hafengebiet gilt das Hafenverkehrs- und Schifffahrtsgesetz.
Als Behörden der Wasserstraßen- und Schifffahrtsverwaltung des Bundes (WSV) sind im Bereich der Binnenschifffahrt zuständige Schifffahrtspolizeibehörden ebenfalls die Generaldirektion Wasserstraßen und Schifffahrt (GDWS) sowie die ihr nachgeordneten Wasserstraßen- und Schifffahrtsämter (WSÄ).
Schifffahrtspolizeiliche Vollzugsaufgaben obliegen weitgehend der Wasserschutzpolizei der Länder nach Maßgabe einer zwischen Bund und Ländern geschlossenen Vereinbarung.

## Österreich

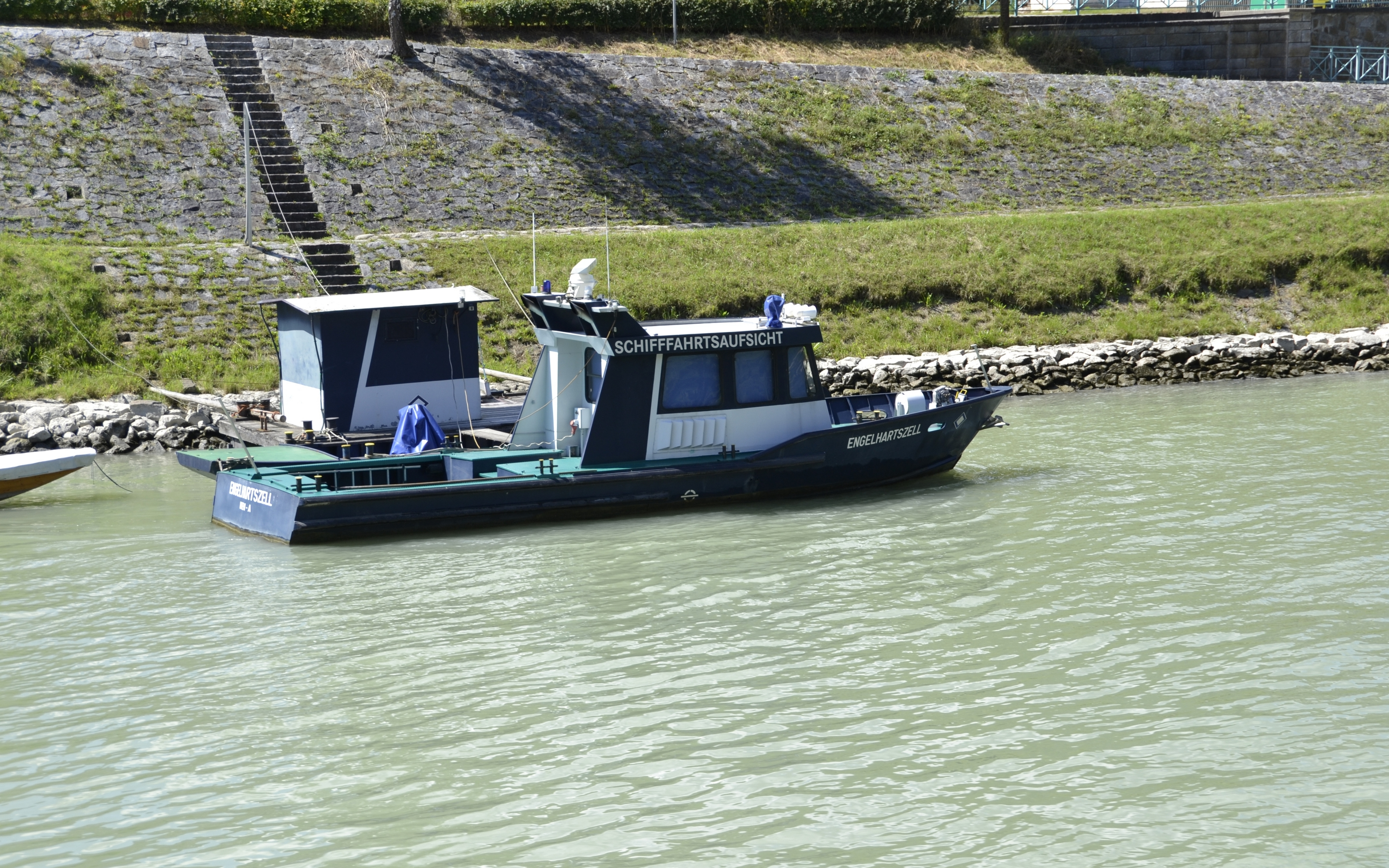
Schifffahrtsaufsicht auf der Donau, 2012

Die ehemalige Schifffahrtspolizei trägt seit der Schifffahrtsrechtsnovelle des Jahres 2005 den Namen Schifffahrtsaufsicht, um sie nicht mit der See- und Strompolizei, die die normalen Polizeiaufgaben auf Gewässern leistet, zu verwechseln. Der Name Schifffahrtspolizei wird nun eben auch von der Polizei selbst verwendet. Die Aufgaben der Schifffahrtsaufsicht sind:
- Durchsetzen von Verwaltungsvorschriften auf Wasserstraßen
- beschädigten Fahrzeugen zur Hilfe kommen
- Bedienung der Donauschleusen
- Schifffahrt regeln

## Schweiz
Eine wichtige Aufgabe der Schweizer Schifffahrtspolizei ist die Betreuung der drei Rheinhäfen in den Kantonen Basel-Stadt und Basel-Landschaft. Das sind: Hafen Kleinhüningen, Hafen Birsfelden und Auhafen Muttenz.
Darüber hinaus werden die Rheinabschnitte zwischen Rheinfelden und Basel von den Schweizerischen Rheinhäfen für alle betreffenden Kantone beaufsichtigt.